# Dagobert d'Agde
Dagobert o Dagbert fou bisbe d'Agde documentat el 848 i 872.
El bisbe va obtenir del rei Carles II el Calb, per intercessió del comte Apol·loni d'Agde, un diploma o carta datada a Quierzy-sur-Oise l'agost del 848, pel qual l'església d'Agde era restituïda en el terç dominial del comtat cedit pels reis predecessors a les esglésies de Septimània i que havia estat usurpat per diverses persones.
Era viu encara el 872 quan apareix en una donació d'una casa que posseïa el comte Apol·loni a la ciutat d'Agde en favor de l'església de la ciutat, de la que Dagbert restava bisbe.
El seu antecessor conegut fou Just documentat el 791, però probablement hi va haver algun bisbe entremig. Com a successor es documenta Bosó el 885.